# Siméon de Trèves

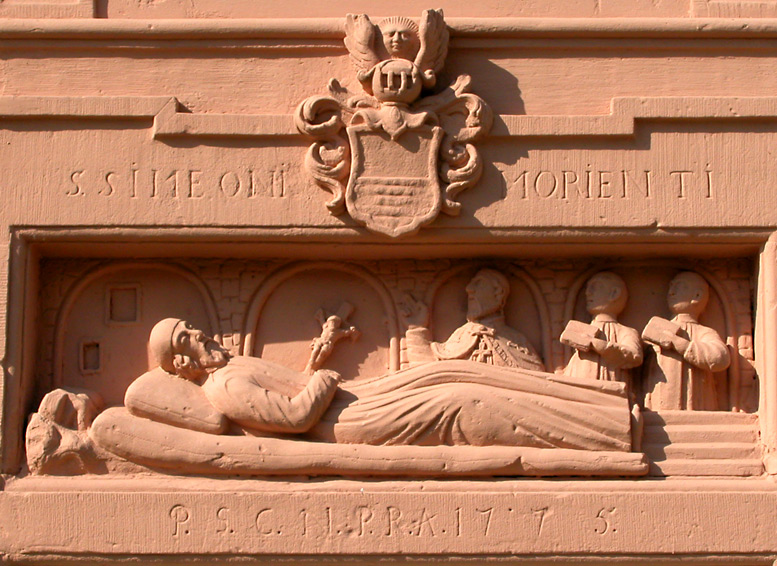
Tombeau de Saint Siméon de Trèves

Siméon de Trèves (ou de Syracuse), également Syméon (grec moderne : Ὁ Ὅσιος Συμεὼν ὁ Πεντάγλωσσος ὁ Σιναΐτης) (vers 980/990 † 1er juin 1035), est un moine et ermite qui est mort en Allemagne en 1035. Il est vénéré comme un saint dans l'Église orthodoxe  et dans l'Église catholique en Allemagne. Le jour de sa fête est le 1er mai.

## Biographie
Siméon est né à la fin du Xe siècle à Syracuse en Sicile, d'un père grec et d'une mère calabraise au cours de la période de la domination Arabe de l'île. Son père, un soldat de l'armée byzantine, l'envoie à Constantinople à l'âge de sept ans pour apprendre la langue grecque. Une fois adulte, Siméon  décide de mener une vie religieuse et entreprend un pèlerinage à l'église du Saint-Sépulcre à Jérusalem. Ensuite, pendant sept ans, il  devient guide, menant les pèlerins vers les lieux saints, mais il se lasse de cette vie et préfère vivre comme un reclus. 
Ayant entendu parler d'un saint ermite vivant dans une tour sur la rive du Jourdain, Siméon se fait engager comme serviteur, vivant dans la salle basse de la tour et  pratiquant la vie de reclus. Forcé de quitter les lieux, il se rend compte après lecture de la Vie des Pères (Vitae patrum), que pour devenir « reclus », il doit vivre dans un monastère. En conséquence, il entre dans le monastère de la Vierge Marie à Bethléem et devient moine. Après deux ans, il est transféré au monastère Sainte-Catherine sur le mont Sinaï en Égypte où il est ordonné  diacre.
Après avoir servi les frères pendant quelques années, il s'écarte de la vie monacale pour vivre comme  ermite, s'installant seul dans une petite grotte sur la rive de la Mer Rouge. Un moine du monastère  lui apporte du pain tous les dimanches, mais au bout de deux ans il retourne au monastère. Sur les ordres de son abbé il reconstruit un monastère en ruine au sommet du mont Sinaï.
En 1026, l'abbé envoie Siméon à Rouen en France dans un monastère sur les terres de Richard II, duc de Normandie,  mais  en descendant le Nil, son bateau est attaqué par des pirates, qui massacrent les membres de l'équipage. Siméon en échappe  en plongeant. 
Finalement Siméon rejoint à  Antioche un groupe de 700 pèlerins de retour de Jérusalem, parmi lesquels se trouve l'abbé allemand, Eberwin, de l'abbaye de Tholey. Quand le  groupe arrive à Belgrade les fonctionnaires hongrois les bloquent, les obligeant à aller à Rome, puis en France. Siméon atteint enfin Rouen, pour constater qu'entre-temps le duc Richard est mort. Une fois sa mission accomplie, il voyage à travers  la France et l'Allemagne, rend visite à l'Abbé Eberwin à Tholey et rejoint Trèves.
Dans l'intervalle, Poppon, archevêque de Trèves (1016-1047) organise un pèlerinage à Jérusalem et  invite Siméon à l'accompagner. Ils partent et atteignent Jérusalem. Siméon, cependant choisit de ne pas retourner dans son monastère en Égypte et retourne avec Poppon  à Trèves. Le  voyage dure de 1028 à 1030.
Après leur retour, Siméon demande à Poppon de pouvoir vivre comme reclus dans la grande porte romaine de la ville, la Porta Nigra. Poppon accepte et organise une cérémonie le 29 novembre à 10 h 30, le jour de la fête de Saint André pendant laquelle Siméon est enfermé dans une cellule, tout en haut de la porte-tour.

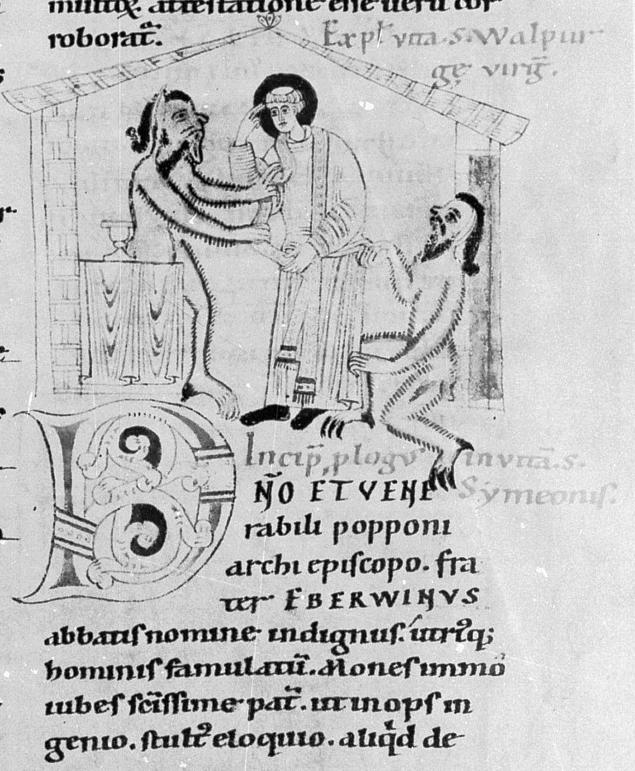
Saint Siméon, dans les habits d'un diacre, attaqué par des démons.

Peu de temps après  une grande inondation ravage la ville et le pays environnant. Le peuple accuse Siméon de « sorcier » dont la diablerie est la  cause de l'inondation et caillasse sa cellule, mais Siméon persiste avec ses prières et ses jeûnes, mangeant  du pain, de l'eau et des haricots,  priant debout, les bras tendus, de peur que en position couchée il ne s'endorme. 
Siméon est mort le 1er juin 1035 et a été enterré dans sa cellule, comme il l'avait demandé.

## Vénération
Un mois après sa mort, des miracles sont signalés à son tombeau, et une échelle est installée afin que les  pèlerins malades et les nécessiteux puissent monter jusqu’au sanctuaire. 
À la demande de Poppon, l'abbé Eberwin écrit un récit de la vie de Siméon, faisant référence aux miracles. L'archevêque Poppon envoie l'écrit au pape Benoît IX, qui répond par une bulle de canonisation. Poppon fonde ainsi un monastère sur le site de la tombe de Siméon et lorsqu'il meurt en 1047, il y est enterré. 
Siméon est canonisé le 5 janvier 1047 par le pape Clément II. Beaucoup de miracles sont enregistrés et la renommée de saint Siméon se répand.

## Sources
- Eberwin, De sancto Symeone, recluso dans le quartier de porta Trevirensi, Acta Sanctorum, Juin 1, cols 0089A-0101E.
- Maurice Coens, Un document inédit sur le culte de S. Syméon, moine d'orient et reclus un Trèves, Analecta Bollandiana 68 (1950), 181-96.